# نیروگاه زمین‌گرمایی جرماغبیور
نیروگاه زمین‌گرمایی جرماغبیور (انگلیسی: Jermaghbyur Geothermal Power Plant) بزرگترین نیروگاه زمین‌گرمایی ارمنستان با داشتن ظریفت برق نصب شده ۱۵۰ وات خواهد بود و در استان سیونیک ارمنستان واقع خواهد شد.